# Nagroda IIFA za Najlepsze Teksty Piosenek
Nagroda IIFA za Najlepsze Teksty Piosenek - laureaci nominowani przez znakomitości kina bollywoodzkiego w Indiach wybierani są drogą internetowa przez widzów. Nagrody są wręczane na uroczystości poza granicami Indii. Pięciokrotnym laureatem jest Javed Akhtar.
| Rok  | Autor tekstu piosenek      | Film - Piosenka                      |
| ---- | -------------------------- | ------------------------------------ |
| 2000 | Anand Bakshi               | Taal - Ishq Bina                     |
| 2001 | Javed Akhtar               | Refugee                              |
| 2002 | Javed Akhtar               | -                                    |
| 2003 | Nusrat Badr                | Devdas - Dola Re                     |
| 2004 | Javed Akhtar               | Gdyby jutra nie było - Kal Ho Naa Ho |
| 2005 | Javed Akhtar i Saaed Qadri | Swades i Murder                      |
| 2006 | Gulzar                     | Bunty i Babli - Kajra Re             |
| 2007 | Prasoon Joshi              | Fanaa - Chand Sifarish               |
| 2008 | Javed Akhtar               | Om Shanti Om                         |